# Reinhold Schommers
Reinhold Schommers (* 12. April 1936 in Sankt Aldegund; † 19. Oktober 2000 ebenda) war ein deutscher Studiendirektor und Heimatforscher im Landkreis Cochem-Zell.

## Leben und Karriere
Die Eltern von Reinhold Schommers waren der Kellermeister Josef Schommers (1906–1980) und dessen Ehefrau Luise, geb. Reiz (1908–1992). Seine Jugend und Schulzeit verbrachte er im Heimatort, danach ging er in Wittlich auf das heutige Cusanus-Gymnasium, wo er 1955 sein Abitur ablegte. Im Anschluss daran studierte er von 1956 bis 1960 in Mainz, Freiburg im Breisgau und Bonn die Fächer Latein, Geographie, Geschichte, Philosophie und Kunstgeschichte. Nach seinem ersten Staatsexamen absolvierte er Referendariate in Boppard und Koblenz. Als er auch sein zweites Staatsexamen – verbunden mit einem Zusatzstudium – abgelegt hatte, nahm er seine erste Anstellung als Lehrer am Gauß-Gymnasium in Worms an und wurde dann ab Ostern 1963 Lehrer am Martin-von-Cochem-Gymnasium in Cochem. Seit 1973 war er Studiendirektor; im Wesentlichen unterrichtete er in den Fächern Erdkunde und Latein, pensioniert wurde er 1998.
Neben seinen beruflichen wie ehrenamtlichen Tätigkeiten verfasste Schommers ab 1970 Beiträge in der Beilage der Rhein-Zeitung. 1983 publizierte er ein Porträt seiner Heimatgemeinde unter dem Namen St. Aldegund an der Mosel – Portrait eines Winzerdorfes – Ein Dorf und seine Menschen in alten und neuen Bildern. In den Jahren darauf folgten viele weitere Publikationen, Broschüren und Zeitungsaufsätze, die die Geschichte einzelner Gemeinden, Personen, Kirchen, Kirchengüter, Kunststätten oder Museen im Landkreis Cochem-Zell behandelten.
Zudem erinnerte er regelmäßig in den jährlichen Ausgaben des Heimatjahrbuchs Cochem-Zell an wiederholende Jahrestage, Geburts- oder Todestage von Persönlichkeiten aus dem Landkreis Cochem-Zell. Bekannt wurde er bei seiner Leserschaft durch über 45 Einzelbeiträge in den Kreisjahrbüchern, die er in der Zeit von 1985 bis zu seinem Tod einreichte, darunter auch einige Rezensionen.
Auf kommunalpolitischer Ebene setzte er sich erfolgreich für den Denkmalschutz und die Landschaftspflege ein, indem er immer wieder auf die historischen und künstlerischen Reichtümer der Mosellandschaft und die Wichtigkeit hinwies, diese natürliche Schönheit der Region und ihren jahrtausendealten Charakter als Weinbaulandschaft zu erhalten.

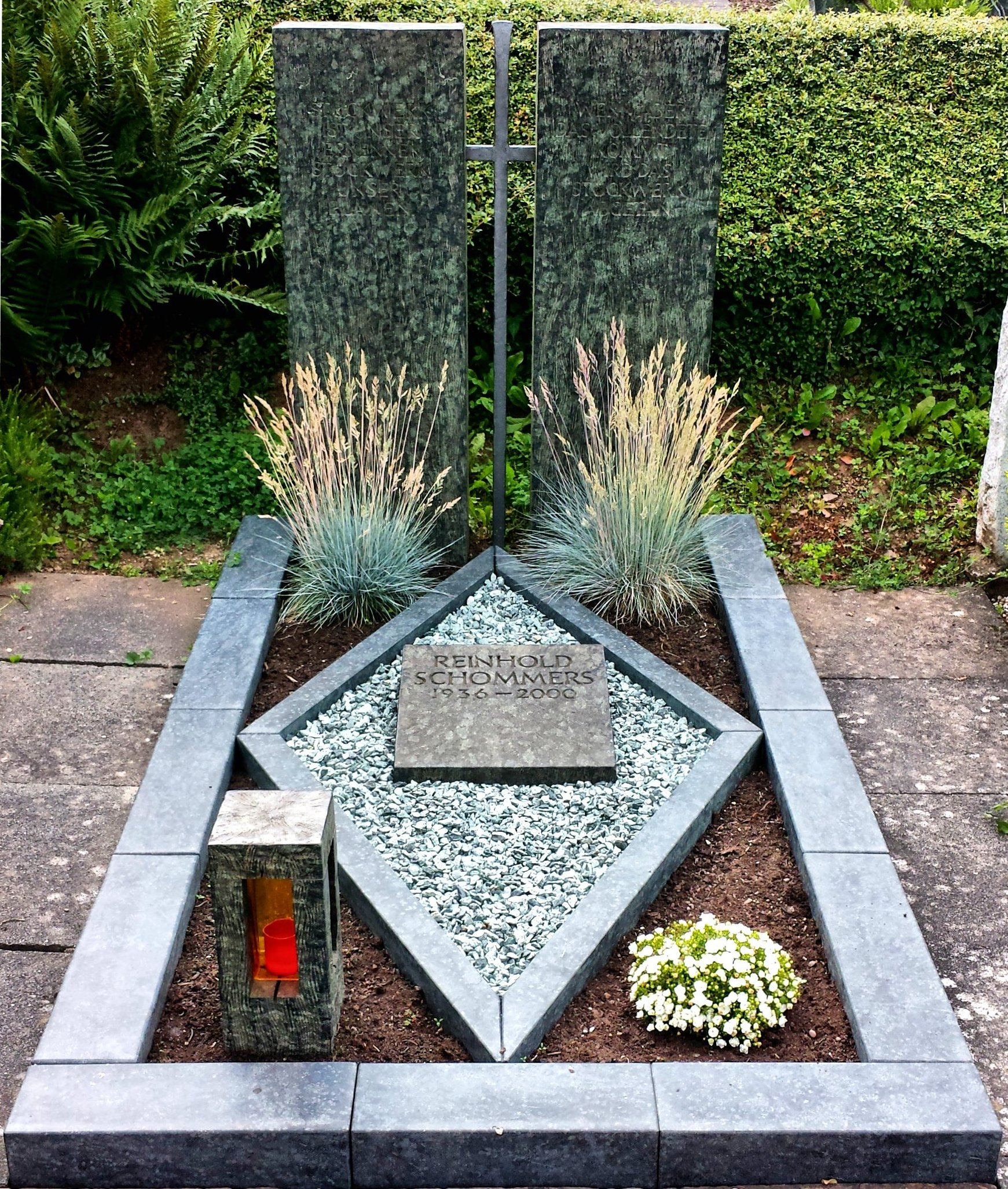
Grab von Reinhold Schommers auf dem Friedhof in Sankt Aldegund an der Mosel

Er war es auch, der in den 1960er-Jahren den Kontakt zwischen dem Kunstmäzen Peter Ludwig und Sankt Aldegund herstellte und pflegte. Darüber hinaus setzte er sich für den Fortbestand und die Neuentwicklung von Museen wie die in Karden, Mittelstrimmig und Senheim ein, außerdem für die Neugestaltung und Umwandlung des Cochemer Kapuzinerklosters in ein Kulturzentrum, dessen Umbaumaßnahmen die Stadt Cochem 1998 abschließen konnte. Noch kurz vor seinem Tod schlug ihn die Gemeindeverwaltung von Sankt Aldegund im April 2000 für den Verdienstorden der Bundesrepublik Deutschland vor.
Die beiden durch ein Kreuz verbundenen Hälften seines Grabsteines tragen als Inschrift ein Zitat aus dem 1. Brief des Apostels Paulus an die Korinther (1 Kor. 13,9f): „Stückwerk ist unser Erkennen, Stückwerk unser Planen. Wenn aber das Vollendete kommt, wird das Stückwerk abgetan“.

### Ehrenamtliche Tätigkeiten
Neben seiner beruflichen Tätigkeit begleitete Schommers mehrere Ehrenämter.
- 1964–1968: Personalratsvorsitzender am Gymnasium
- 1960–1970: Verbindungslehrer
- 1970–1973: Jugendarbeit in der Medienerziehung in Cochem und auf der Marienburg bei Zell
- 1976–1998: Schulbuchbegutachter
- 1980–1987: Jugendschöffe
- 1984–1999: Mitglied des Landespflegebeirates sowie des Kultur- und Schulträgerausschusses im Landkreis Cochem-Zell
- 1984–2000: Vorsitzender des Regionalverbandes Cochem-Zell des Rheinischen Vereins für Denkmalpflege und Landschaftsschutz
- Mitglied im Verbandsgemeinderat der VG Zell
- 1979–1984: Ortsbürgermeister von Sankt Aldegund
- Ab 1975: Kuratoriumsmitglied der Mosel-Sommer-Akademie

## Auszeichnungen
- 1988: Verdienstorden des Landes Rheinland-Pfalz, überreicht durch den damaligen Rheinland-Pfälzischen Ministerpräsidenten Bernhard Vogel

## Publikationen (Auswahl)
- St. Aldegund an der Mosel. Gesellschaft für Buchdruckerei AG, Neuss 1977, ISBN 978-3-880-94172-4.
- mit Konradin Roth und Peter Scherl: Pater Martin von Cochem. 1634–1712. Zum 350. Geburtstag des Volksschriftstellers. Kirchengemeinde St. Martin, Cochem 1984.
- mit Kurt Erbar: Stadt Cochem. Herausg. vom Rheinischen Verein für Denkmalpflege und Landschaftsschutz. Neusser Druck und Verlag, Neuss 1987 [1. Aufl.; 2. verb. Aufl. 1990], ISBN 978-3-880-94574-6.
- mit Annette Schommers: Saalkirchen der Hinteren Grafschaft Sponheim (Hunsrück). Neusser Druck und Verlag, Neuss 1989, ISBN 978-3-880-94613-2.
- Mosel. DuMont Reise Verlag, Köln, ISBN 978-3-770-13741-1.
- Hrsg./Red.: Mosel, Eifel, Hunsrück. Der Landkreis Cochem-Zell, Landschaft, Kultur, Geschichte, Wirtschaft. Zum 10jährigen Bestehen des Kreises. Landkreis Cochem-Zell, Cochem 1979.
- Mitw./Überarb.: Alfons Friderichs, Karl Josef Gilles: Beilstein an der Mosel. Hrsg. v. Rheinischen Verein für Denkmalpflege und Landschaftsschutz. Neusser Druck und Verlag, Neuss 1987, ISBN 978-3-880-94591-3
- Mitw.: Gemeinde Valwig an der Mosel. Hrsg. v. Rheinischen Verein für Denkmalpflege und Landschaftsschutz. Neusser Druck und Verlag, Neuss 1992, ISBN 978-3-880-94681-1.
- Mitw.: Gemeinde Bruttig-Fankel an der Mosel. Hrsg. v. Rheinischen Verein für Denkmalpflege und Landschaftsschutz. Neusser Druck und Verlag, Neuss 1992, ISBN 978-3-880-94675-0.
- Mitw.: Gemeinde Ellenz-Poltersdorf an der Mosel. Hrsg. v. Rheinischen Verein für Denkmalpflege und Landschaftsschutz. Neusser Druck und Verlag, Neuss 1995, ISBN 978-3-880-94785-6.
- Mitw.: Die Schwanenkirche bei Roes, Eifel. Hrsg. v. Rheinischen Verein für Denkmalpflege und Landschaftsschutz. Neusser Druck und Verlag, Neuss 1999, ISBN 978-3-880-94852-5.

### Beiträge
- Zwei zu fünfzehn – oder: Die soziale Frage. In: Jahrbuch Kreis Cochem-Zell 1985, S. 149.
- Es geschah vor…, Daten und Fakten zur Heimatgeschichte. In: Jahrbuch Kreis Cochem-Zell 1986, S. 7.
- Das Heimatmuseum Strimmiger-Berg. In: Jahrbuch Kreis Cochem-Zell 1986, S. 120–125.
- Kurtrierischer Visitator in Lieg/Lütz – Pater Martin von Cochem. In: Jahrbuch Kreis Cochem-Zell 1986, S. 172 f.
- Es geschah vor…, Daten zur Heimatgeschichte. In: Jahrbuch Kreis Cochem-Zell 1987, S. 15–17.
- Weiderecht-Ablösung zwischen St. Aldegund und Beuren 1865, Ein Rechtsstreit aus kurfürstlicher Zeit. In: Jahrbuch Kreis Cochem-Zell 1987, S. 82 f.
- Sakralbauten des 19. Jahrhunderts im Kreis. In: Jahrbuch Kreis Cochem-Zell 1987, S. 130–135.
- Es geschah vor…, Daten und Fakten zur Heimatgeschichte. In: Jahrbuch Kreis Cochem-Zell 1988, S. 11–16.
- Laurenz P. Trelde, ein Zeichner der Romantik an der Mosel. In: Jahrbuch Kreis Cochem-Zell 1988, S. 41–44.
- Franz Pauly aus St. Aldegung – ein Maler in Düsseldorf – Eine kleine Würdigung zu seinem 150. Geburtstag am 18.12.87. In: Jahrbuch Kreis Cochem-Zell 1988, S. 76–82.
- Nachtrag, Vor 80 Jahren entstand in Ebernach das erste Elektrizitätswerk des Kreises Cochem. In: Jahrbuch Kreis Cochem-Zell 1988, S. 41–44.
- Es geschah vor… Daten und Fakten zur Heimatgeschichte. In: Jahrbuch Kreis Cochem-Zell 1989, S. 33–35.
- Ein ungewöhnliches Haus in Senheim des Architekten Otto Finé (1880–1963). In: Jahrbuch Kreis Cochem-Zell 1989, S. 119–122.
- Bürgerliche Architektur der Jahrhundertwende in Cochem (1870–1914). In: Jahrbuch Kreis Cochem-Zell 1989, S. 145–155
- Eine Künstlerepisode 1863 in St. Aldegund und Alf. In: Jahrbuch Kreis Cochem-Zell 1990, S. 108 f.
- Prälat Prof. Dr. Alois Thomas zur Vollendung des 95. Lebensjahres. Die Kirchenerweiterung in Klotten 1865, Eine der vorbildlichsten Baumaßnahmen der Neugotik im Rheinland. In: Jahrbuch Kreis Cochem-Zell 1991,.. S. 15–21.
- Heimat, süße Heimat? Anmerkungen zur Krise unserer Heimatkultur. In: Jahrbuch Kreis Cochem-Zell 1991, S. 187–191.
- Prof. Dr. Dr. Ferdinand Pauly zum 50. Priesterjubiläum. Das ehemalige Minoritenkloster in Merl/Mosel. Die ursprüngliche Anlage von 1293 aufgrund baugeschichtlicher Untersuchungen. In: Jahrbuch Kreis Cochem-Zell 1992, S. 34–39.
- Das Bildprogramm der Pfarrkirche St. Aldegund, Eine Umsetzung des Vaticanum II 1965/66. In: Jahrbuch Kreis Cochem-Zell 1992, S. 90–94
- Die Burg Arras vor ihrer Zerstörung – Eine baugeschichtliche Untersuchung. In: Jahrbuch Kreis Cochem-Zell 1993, S. 95–99.
- Petrus Mosellanus aus Bruttig-Fankel zum 500. Geburtstag. Die älteste Lebensbeschreibung des bedeutenden Mosel-Humanisten aus dem Jahr 1536. In: Jahrbuch Kreis Cochem-Zell 1993, S. 117–122.
- Die Pfarrkirche in Hambuch, Eine „Rauminszenierung“ des 19. Jahrhunderts ist wiederhergestellt. In: Jahrbuch Kreis Cochem-Zell 1993, S. 217–221.
- Gedanken zu „10 Jahre Kreis-Heimat-Jahrbuch“. In: Jahrbuch Kreis Cochem-Zell 1994, S. 13.
- Vor 200 Jahren kamen die „Sansculotten“. Die Besetzung des Mosellandes durch die Revolutionsheere der Franzosen 1794. In: Jahrbuch Kreis Cochem-Zell 1994, S. 26–32.
- Vom Klosterhof zum Künstlerhof – Der „Brauweiler Hof“ in Kail. In: Jahrbuch Kreis Cochem-Zell 1994, S. 260 f.
- Die Häuser des Theis Külwer in Eller. In: Jahrbuch Kreis Cochem-Zell 1995, S. 118 f.
- Zwei unbeachtete Meisterwerke in Ellenz – Eine überraschende Entdeckung bei der Denkmäler Inventarisation. In: Jahrbuch Kreis Cochem-Zell 1995, S. 127–129.
- Der Neubau der Bruttiger Kirche vor 150 Jahren. In: Jahrbuch Kreis Cochem-Zell 1995, S. 130–132.
- Zum 70. Geburtstag von Oswald Mathis Ungers aus Kaisersesch. Architektur als Thema eines Lebens. In: Jahrbuch Kreis Cochem-Zell 1996, S. 7–10.
- Vor 125 Jahren begann der „Kulturkampf“. Die Bevölkerung unseres Kreises im Widerstreit zwischen Staatsgehorsam und Kirchentreue. In: Jahrbuch Kreis Cochem-Zell 1996, S. 11–17.
- Das Pfarrhaus mit dem „Eisernen Kreuz“: Christian Müller, Pfarrer in St. Aldegund 1898–1923. In: Jahrbuch Kreis Cochem-Zell 1996, S. 31–35.
- Von Massel und Schlamassel. Jiddisch im moselländischen Dialekt. In: Jahrbuch Kreis Cochem-Zell 1996, S. 228 f.
- Eines der schönsten Kulturdenkmäler des Kreises: Der Antwerpener Altar in der Pfarrkirche Zell-Merl, ein religiöses und zeitgeschichtliches Zeugnis. In: Jahrbuch Kreis Cochem-Zell 1997, S. 78–82.
- Lukas Muÿrer (Maurer) gen. Muranus aus Ellenz, Jesuit, Reformer und Gelehrter in Erfurt. Eine Skizze zum 400. Todestag (13.10.1597). In: Jahrbuch Kreis Cochem-Zell 1997, S. 9–103.
- Zwei kostbare Handschriften, Der Codex Eller aus dem 9. Jh. und das Stubener Graduale. In: Jahrbuch Kreis Cochem-Zell 1998, S. 111–113.
- Das Geheimnis der Hausmarken. Am Beispiel von Kail-Brieden und St. Aldegund. In: Jahrbuch Kreis Cochem-Zell 1998, S. 220–222.
- Vor 900 Jahren…, Lutzerath-Driesch – Anmerkungen zur Deutung der Ortsnamen. In: Jahrbuch Kreis Cochem-Zell 1998, S. 242–246.
- Ph. J. Theissen aus Eller war der erste Tote. „Die einen nennen es Zufall, die anderen Fügung Gottes; Ein Moselaner aus dem Kreise Cochem war der erste Tote der Märzrevolution von 1848 in Berlin“. In: Jahrbuch Kreis Cochem-Zell 1999, S. 29 f.
- Die Welt sehen – die Welt deuten. „Bildende Künste im Kreis Cochem-Zell“. In: Jahrbuch Kreis Cochem-Zell 1999, S. 35–46.
- Des kurfürstl. Vogts Peter Nicolaus Henrichs aus St. Aldegund ungültige Osterkommunion 1781 in Bremm. In: Jahrbuch Kreis Cochem-Zell 1999, S. 142–145.
- Klotten: Vom Königshof zur Stadtmauer. Anmerkungen zur Entwicklung bis zum Hochmittelalter. In: Jahrbuch Kreis Cochem-Zell 1999, S. 179-–181.
- Kaimt und Merl – die „Riviera“ des Moselländisch-Hunsrücker Dienstadels. Teile I und II: Hof- und Wohnhäuser des weltlichen und geistlichen Adels in Kaimt. In: Jahrbuch Kreis Cochem-Zell 2000, S. 105–117.
- Original oder Fälschung? Eine Grendericher Urkunde von 1239 im Landeshauptarchiv. In: Jahrbuch Kreis Cochem-Zell 2000, S. 219 f.
- „Vonn äänem, dä weggääht“. German Franzen aus Ediger (1952–2000) in memoriam. In: Jahrbuch Kreis Cochem-Zell 2001, S. 7.
- „Krieg den Palästen! Friede den Hütten?“ Die französische Zeit im Kreis Cochem-Zell 1794–1814. In: Jahrbuch Kreis Cochem-Zell 2001, S. 8–35.
- Alfons Friderichs und Reinhold Schommers: Büchel eine "Hochburg" für Eifelgeschichte und Literatur. Erinnerungen an vergessene Heimatschriftsteller. In: Jahrbuch Kreis Cochem-Zell 2001, S. 177–179.

### Nachrufe
- In einem Beitrag der Rhein-Zeitung in der Ausgabe vom 23. Oktober 2000 wird in einem Nachruf die Persönlichkeit des Verstorbenen herausgestellt.
- Würdigung der schulischen Verdienste von R. Schommers im Wochenspiegel in der Ausgabe Cochem-Zell vom 11. November 2000 durch den Schulleiter des Martin-von-Cochem Gymnasiums Klaus Brück.
- Weitere Nachrufe und Würdigungen wurden durch den Landrat Eckhard Huwer für den Landkreis Cochem-Zell und durch Alfons Altmeier für den Freundeskreis der Mosel ausgesprochen.
- Danksagungen durch das Mosel-Wein Museum in Senheim[2] sowie durch den Lions Club mit persönlichen Worten, die sein weit über die Heimatgemeinde hinausreichendes Ansehen und seinen unermüdlichen Einsatz für seine moselländische Heimat widerspiegelten.